# Jeremy Boyce-Rotevall
Jeremy Boyce-Rotevall (* 28. August 1993 in Stockholm) ist ein schwedischer Eishockeyspieler, der seit 2010 beim Timrå IK in der Elitserien unter Vertrag steht. Sein Vater Ian Boyce war ebenfalls ein professioneller Eishockeyspieler.

## Karriere
Jeremy Boyce-Rotevall begann seine Karriere als Eishockeyspieler in der Nachwuchsabteilung des Huddinge IK. Von dort wechselte er in die Nachwuchsabteilung des Timrå IK, für dessen Profimannschaft er in der Saison 2010/11 sein Debüt in der Elitserien, der höchsten schwedischen Spielklasse, gab. In seinem Rookiejahr erzielte er in 33 Spielen ein Tor und zwei Vorlagen. In den folgenden Jahren konnte er sich als Stammspieler beim Timrå IK etablieren.  

### International
Für Schweden nahm Boyce-Rotevall an der U18-Junioren-Weltmeisterschaft 2011 sowie der U20-Junioren-Weltmeisterschaft 2012 teil. Bei der U18-WM 2011 gewann er mit seiner Mannschaft die Silber-, bei der U20-WM 2012 die Goldmedaille. 

## Erfolge und Auszeichnungen
- 2010 Bronzemedaille beim Ivan Hlinka Memorial Tournament
- 2011 Silbermedaille bei der U18-Junioren-Weltmeisterschaft
- 2012 Goldmedaille bei der U20-Junioren-Weltmeisterschaft
- 2013 Silbermedaille bei der U20-Junioren-Weltmeisterschaft

## Elitserien-Statistik
(Stand: Ende der Saison 2011/12)